# Каменица (котловина)
Вижте пояснителната страница за други значения на Каменица.
Каменишката котловина е котловина в Западна България, област Кюстендил, в историко-географската област Каменица.
Границите на котловината са следните: от Дервент тя се проследява на югозапад в подножието на най-северните стръмни склонове на Осогово и стига до река Лебница при с. Гюешево. Оттук на север-североизток обхваща цялата долина на река Лебница до водослива ѝ с река Бистрица, източно от църквата на Долно село. След това минава югоизточно, по подножието на Лисец планина и достига пак до Дервент, включвайки долината на река Бистрица в тази ѝ част. В описаните граници Каменишката котловина представлява почти разностранен триъгълник, в границите на който е включена основна част от землищата на селата: Гърляно, Ръсово, Раненци, Каменичка Скакавица, Гюешево, Преколница /източните части/, Долно село /източните части/.
Площта ѝ е около 40 km2, а средната ѝ надморска височина 950 m – една от най-високите котловини в страната. На изток чрез седловината Вратца (995 m) се свързва с Кюстендилската котловина, а на югозапад чрез Велбъждския проход (1160 m) и съвременния ГКПП-Гюешево при Равна нива /1170 м/ – с Историко-географската област Славище в Република Северна Македония. Каменишката котловина представлява грабеновидно понижение, което през стария терциер е било запълнено с наслаги. Преди 35 – 34 милиона години, през палеогена, тук е имало голямо сладководно езеро. Вследствие на вулканска и тектонска дейност и образуването на Бистришката долина, езерото се оттича. Оформянето на котловината продължава през неогена – преди 25 милиона – 1,5 милиона години. Съвременният ѝ вид се е оформил през кватернера / холоцен/ т. е. преди 100 хиляди години до днес. Котловинното ѝ дъно е хълмисто, а оградните склонове са стръмни. Два ниски рида (Ротец и Планиница), разделят котловината на три части (полета) – Гюешевско поле (на запад), Скакавичко-Ранинско поле (на юг) и Гърляно-Ръсовско поле (на изток). На север от Планиница се е образувало още едно – Долноселското поле, което е по-ниско от останалите, като средната му надморска височина е около 800 m. През геоложките епохи, когато става окончателното оформяне на котловината, речноакумулативната дейност допринася за натрупването на алувиални наслаги в източната ѝ най-ниска част, където преминава главната ѝ отводнителна артерия река Бистрица, десен приток на р. Струма и в западната ѝ част, където тече левият ѝ приток река Лебница, с десните си притоци – Ръжча и Каменчица.
В подножието на Осогово, по цялото протежение от Кюстендил, покрай Дервент до митницата при село Гюешево и към Македония минава Кюстендилският разлом – потенциално опасна зона за земетресения. Последното катастрофално земетресение е станало през 1641 г.. Възможно е стотици години да няма силно земетресение.
През котловината минават в долното си течение извиращите от Добращенския дял на Осогово рекички Дрезга, Каменчица, Ръжча, река Лебница и още няколко по-маловодни и по-къси потока. В подножието на планината всички те в миналото са образували поройни конуси, които са заглъхнали. Върху тях са построени къщи, има обработваеми площи и овощни градини.
Климатът е преходноко-континентален, а почвите са предимно канелени горски, делувиални и алувиални, на базата на които са се развивали овощарството и животновъдството – сега западащи отрасли. Има опити за отглеждане на арония в селата
Гърляно и Раненци. Най-добрите земи се дават под аренда за производство главно на картофи с машинна обработка.
Поради близостта на Осогово в котловината често падат слани – през ранна есен и късна пролет. Има дни с мъгли.
Всички цитирани по-горе села административно са към Кюстендилска община. Към 2021 г. с пряко избрани кметове са само Гюешево и Гърляно. Останалите села са с назначавани от кмета на Кюстендил кметски наместници
Асфалтирани второстепенни пътища има до Преколница и Долно село. До всички махали водят черни пътища, засега все още проходими, но постепенно обрастват.
В южната ѝ част, от запад на изток, между ГКПП „Гюешево“ и село Гърляно, на протежение от 9,7 km, преминава участък от първокласен път № 6 от Държавната пътна мрежа ГКПП „Гюешево“ – София – Карлово – Бургас.
Той съвпада с Международния път Е 871, от Европейската пътна мрежа, който започва от гр. Куманово, Република Северна Македония, през Гюешево-Кюстендил-София-Карлово-Бургас.
През котловината (XV – XIX век), в подножието на планината Осогово, през каменишките села, е минавал главният път Самоков-Кюстендил-Скопие, който път е бил „част от голямото и старо съобщение между Цариград и Синьо море.“
/Адриатическо море /. Цитат от книгата на акад. Йордан Иванов „Северна Македония“, стр. 149.
От север на юг през котловината, между гарите Долно село и Гюешево, преминава още от 1910 г. и участък от трасето на жп линия София – Радомир – Гюешево.
Евентуалното пускане някога на жп коридор № 8 може да спомогне селата в Каменишката котловина да не обезлюдеят напълно.

## Топографска карта
- Лист от карта K-34-69. Мащаб: 1 : 100 000.
- Лист от карта K-34-70. Мащаб: 1 : 100 000.